# تابراهيمث
ثابراهيمث هي قرية جزائرية تقع في الثنية - دائرة الثنية - ولاية بومرداس ·  · .

## الطرق
- طريق الصومعة